# 阿尔巴诺·博托莱托·卡瓦林
阿尔巴诺·博托莱托·卡瓦林（1930年4月25日—2017年2月1日），是巴西罗马天主教主教。他出生在巴拉那拉帕。

## 生平
卡瓦林于1953年成为一名牧师。他从1986年至1992年担任瓜拉普瓦瓦的主教；后来担任隆德里纳大主教，任期从1992年到2006年退休。2017年2月1日，他在巴拉那的隆德里纳死于手术后的并发症，享年86岁。